# Национално обединение „Атака“
Национално обединение „АТАКА“ (съкратено Коалиция „АТАКА“, срещано и като Национален съюз „Атака“), е националистическа коалиция в България, създадена преди парламентарните избори през 2005 и ръководена от Волен Сидеров.

## История
Коалицията е създадена за участие в парламентарните избори в България през 2005 г. (Според някои това става „принудително“ за партия „Атака“ заради забавянето на нейната регистрация от съда, при което се налага тя да участва с мандат на регистрирана партия.)

### Неофициален състав
В предизборната Коалиция „АТАКА“ влизат следните партии:
- Национално движение за спасение на Отечеството (НДСО), с лидер Илия Киров
- Българска национално-патриотична партия (БНПП), с лидер Петър Манолов
- партия Атака, с лидер Волен Сидеров
- партия Нова зора, с лидер Минчо Минчев
- Съюз на патриотичните сили „Защита“, с лидер Йордан Величков

### Официален състав
Към момента на регистриране в ЦИК за участие в изборите през 2005 г. се оказва, че само първите 2 партии – НДСО и БНПП, са надлежно регистрирани и имат изрядна документация. Затова в ЦИК се регистрира коалиция Национално обединение „АТАКА“ (или съкратено Коалиция „АТАКА“) само от тези 2 партии, с представляващ коалицията Волен Сидеров (макар и да не членува в никоя от тях).
По-късно през 2005 г. са регистрирани в съда и останалите партии. Те обаче остават извън официалния състав на коалицията, което създава проблеми между нейните членове при разпределението на субсидията, полагаща се на като на парламентарно представена политическа коалиция.
Впоследствие Волен Сидеров се разграничава от коалицията и развива политическа дейност само в по-късно регистрираната партия „Атака“.

## Политически позиции
Лидерите на коалицията се обявяват за националисти и твърдят, че за разлика от другите политически сили, нямат контакти с чужди посолства.
Политическите опоненти на коалицията (и особено на партия „Атака“), както и някои политически анализатори я определят като фашистка, ксенофобска и популистка. Според привържениците на организацията в нейните програмни принципи и реални действия няма основания за това, макар техни публични изказвания да се възприемат в такъв дух.
Позициите на партия „Атака“ предизвикват остра реакция  на останалите членове на коалицията. В отговор партийният вестник „АТАКА“ излиза със статията „Самозванци очернят АТАКА“.

## Участия в избори

### Избори за Народното събрание (2005)
При участието си в парламентарните избори през 2005 Национален съюз „Атака“ успява да влезе в парламента и дори заема четвърто място сред седемте парламентарнопредставени партии. Това е силна изненада, заради наложеното медийно мълчание около коалицията преди изборите и социологическите проучвания, които в началото на предизборната кампания предвиждат много малък процент за „Атака“.
| Партия/коалиция                    | Гласове   | Гласове     | Процент | Процент | Депутати | Депутати |
| Коалиция за България               | 1 129 196 | + 345 824   | 31,0%   | + 13,8% | 82       | + 34     |
| Национално движение „Симеон Втори“ | 725 314   | - 1 119 441 | 19,9%   | - 19,8% | 53       | - 67     |
| Новото време                       | 107 758   | - 1 119 441 | 3,0%    | - 19,8% | -        | - 67     |
| Движение за права и свободи        | 467 400   | + 127 005   | 12,8%   | + 5,3%  | 34       | + 13     |
| Коалиция „Атака“                   | 296 848   | + 296 848   | 8,2%    | + 8,2%  | 21       | + 21     |
| Обединени демократични сили        | 280 323   | - 291 886   | 7,7%    | + 1,2%  | 20       | - 1      |
| Демократи за силна България        | 234 788   | - 291 886   | 6,5%    | + 1,2%  | 17       | - 1      |
| Български народен съюз             | 189 268   | - 291 886   | 5,2%    | + 1,2%  | 13       | - 1      |

| Област Русе           | 12,28% |
| Област Велико Търново | 11,37% |
| Област Бургас         | 10,90% |
| Софийска област       | 10,46% |
| Област Шумен          | 10,42% |
| София (25 МИР)        | 10,23% |
| Област Плевен         | 10,03% |
| Област Габрово        | 9,61%  |
| Област Стара Загора   | 9,58%  |
| Област Сливен         | 9,43%  |
| София (24 МИР)        | 8,87%  |
| Област Ловеч          | 8,44%  |
| София (23 МИР)        | 8,31%  |
| Област Варна          | 8,20%  |
| Област Пловдив*       | 7,88%  |
| Пловдив               | 7,88%  |
| Област Хасково        | 7,85%  |
| Област Търговище      | 7,80%  |
| Област Добрич         | 7,75%  |
| Област Пазарджик      | 7,36%  |
| Област Враца          | 7,25%  |
| Област Ямбол          | 7,17%  |
| Област Разград        | 6,48%  |
| Област Перник         | 6,43%  |
| Област Монтана        | 5,97%  |
| Област Силистра       | 5,58%  |
| Област Кюстендил      | 4,69%  |
| Област Благоевград    | 4,46%  |
| Област Видин          | 4,35%  |
| Област Смолян         | 4,14%  |
| Област Кърджали       | 2,36%  |
| Извън България        | 2,08%  |

| Област Бургас         | 20 679 |
| Област Варна          | 17 920 |
| София (25 МИР)        | 17 554 |
| София (23 МИР)        | 16 992 |
| София (24 МИР)        | 15 437 |
| Област Стара Загора   | 15 325 |
| Област Велико Търново | 15 272 |
| Област Русе           | 15 125 |
| Област Плевен         | 14 165 |
| Пловдив               | 12 946 |
| Област Пловдив*       | 12 314 |
| Софийска област       | 11 590 |
| Област Шумен          | 10 412 |
| Област Хасково        | 10 033 |
| Област Пазарджик      | 9163   |
| Област Сливен         | 7941   |
| Област Добрич         | 7748   |
| Област Враца          | 6808   |
| Област Ловеч          | 6485   |
| Област Габрово        | 6303   |
| Област Благоевград    | 6142   |
| Област Търговище      | 5897   |
| Област Разград        | 5133   |
| Област Ямбол          | 4837   |
| Област Монтана        | 4418   |
| Област Силистра       | 4250   |
| Област Перник         | 4029   |
| Област Кюстендил      | 3065   |
| Област Видин          | 2608   |
| Област Смолян         | 2461   |
| Област Кърджали       | 2229   |
| Извън България        | 1567   |

### Избори за Европейския парламент (2007)
Според съобщение на БТА СПС „Защита“ и Обединението на българските националисти „Целокупна България“ (с лидер Григор Велев) са подписали споразумение за политическо сътрудничество, евентуално и за „общи листи в избори за евродепутати, местни, парламентарни и президентски избори“.